# Conocephalus basutoanus
Conocephalus basutoanus is een rechtvleugelig insect uit de familie sabelsprinkhanen (Tettigoniidae). De wetenschappelijke naam van deze soort is voor het eerst geldig gepubliceerd in 1955 door Lucien Chopard.
1. ↑  (en) Conocephalus basutoanus op de IUCN Red List of Threatened Species.